# Guerre ottomane in Europa

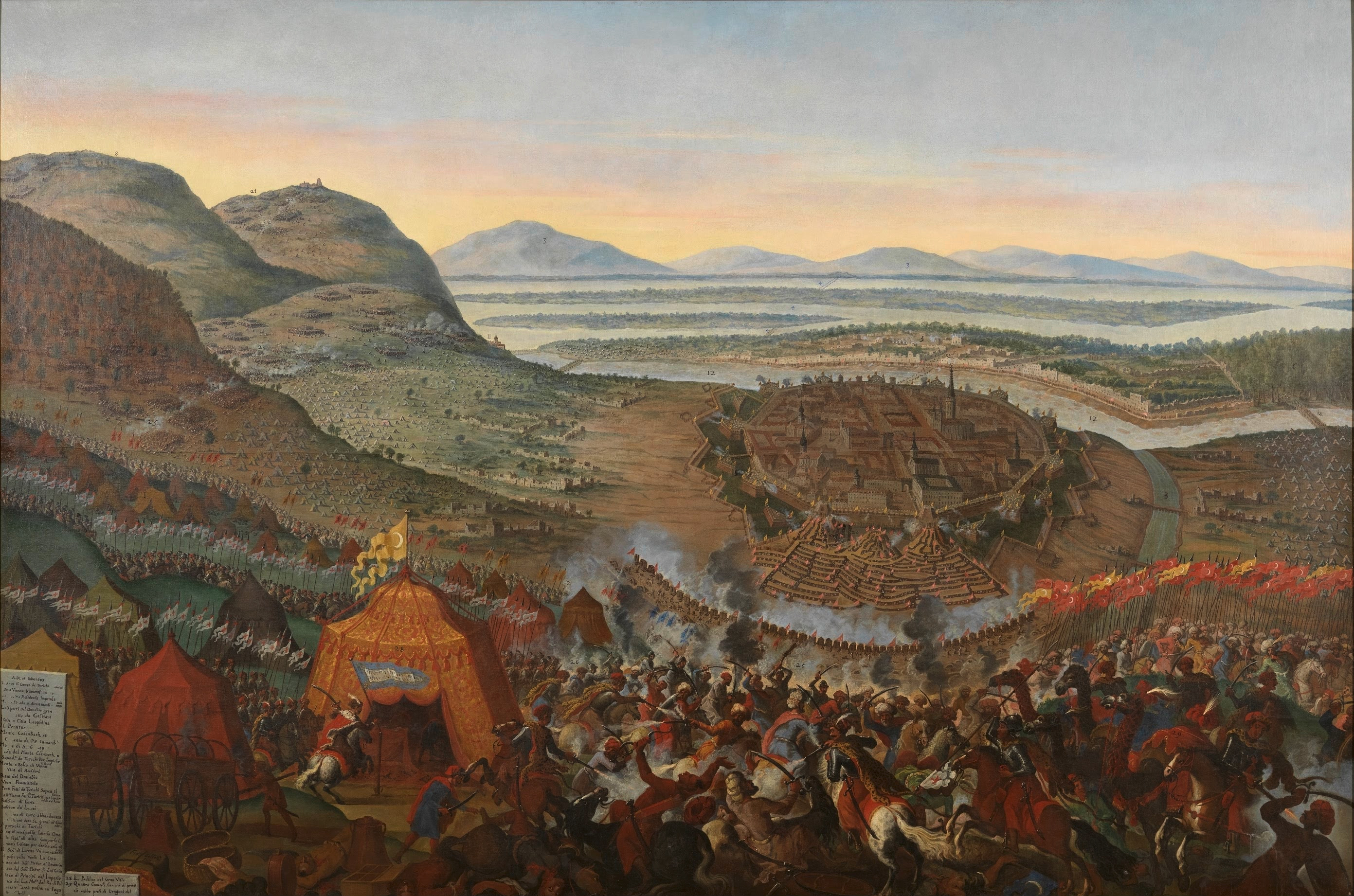
Battaglia di Vienna del 1683

Le guerre ottomane in Europa furono una serie di conflitti militari tra l'Impero ottomano e vari stati europei che ebbero luogo dal tardo medioevo fino all'inizio del XX secolo. I primi conflitti iniziarono durante le guerre bizantino-ottomane, condotte in Anatolia alla fine del XIII secolo prima di subentrare in Europa a metà del XIV secolo con le guerre bulgaro-ottomane. A metà del XV secolo, le guerre serbo-ottomane e le guerre turco-albanesi furono condotte rispettivamente dalla Serbia e dall'Albania contro i turchi ottomani. Gran parte del periodo fu caratterizzato dall'espansione ottomana nei Balcani. L'Impero ottomano fece ulteriori incursioni nell'Europa centrale nel XV e XVI secolo, che segnarono il picco delle rivendicazioni territoriali ottomane in Europa.
Le guerre ottomano-veneziane attraversarono quattro secoli, a partire dal 1423 e durarono fino al 1718. Questo periodo vide la caduta di Negroponte nel 1470, la caduta di Famagosta (Cipro) nel 1571, la sconfitta della flotta ottomana nella battaglia di Lepanto nel 1571 (a quel tempo la più grande battaglia navale della storia), la caduta di Candia (Creta) nel 1669, la riconquista veneziana della Morea (Peloponneso) nel 1680 e la sua ulteriore perdita nel 1715. L'isola di Corfù sotto il dominio veneziano rimase l'unica isola greca non conquistata dagli ottomani.
Alla fine del XVII secolo, le potenze europee iniziarono a consolidarsi contro gli ottomani e formarono la Lega Santa, ribaltando una serie di conquiste territoriali ottomane durante la Grande guerra turca del 1683-1699. Tuttavia, gli eserciti ottomani riuscirono a tenere testa ai loro rivali europei fino alla seconda metà del XVIII secolo.
Nel XIX secolo gli ottomani dovettero affrontare l'insurrezione dei loro sudditi serbi (1804-1817) e greci (1821-1832). Ciò avvenne in contemporanea con le guerre russo-turche, che destabilizzarono ulteriormente l'impero. La ritirata finale del dominio ottomano avvenne con la prima guerra balcanica (1912-1913), seguita dalla firma del trattato di Sèvres alla fine della prima guerra mondiale.

## Storia

### Ascesa degli ottomani (1299-1453)

#### Impero bizantino

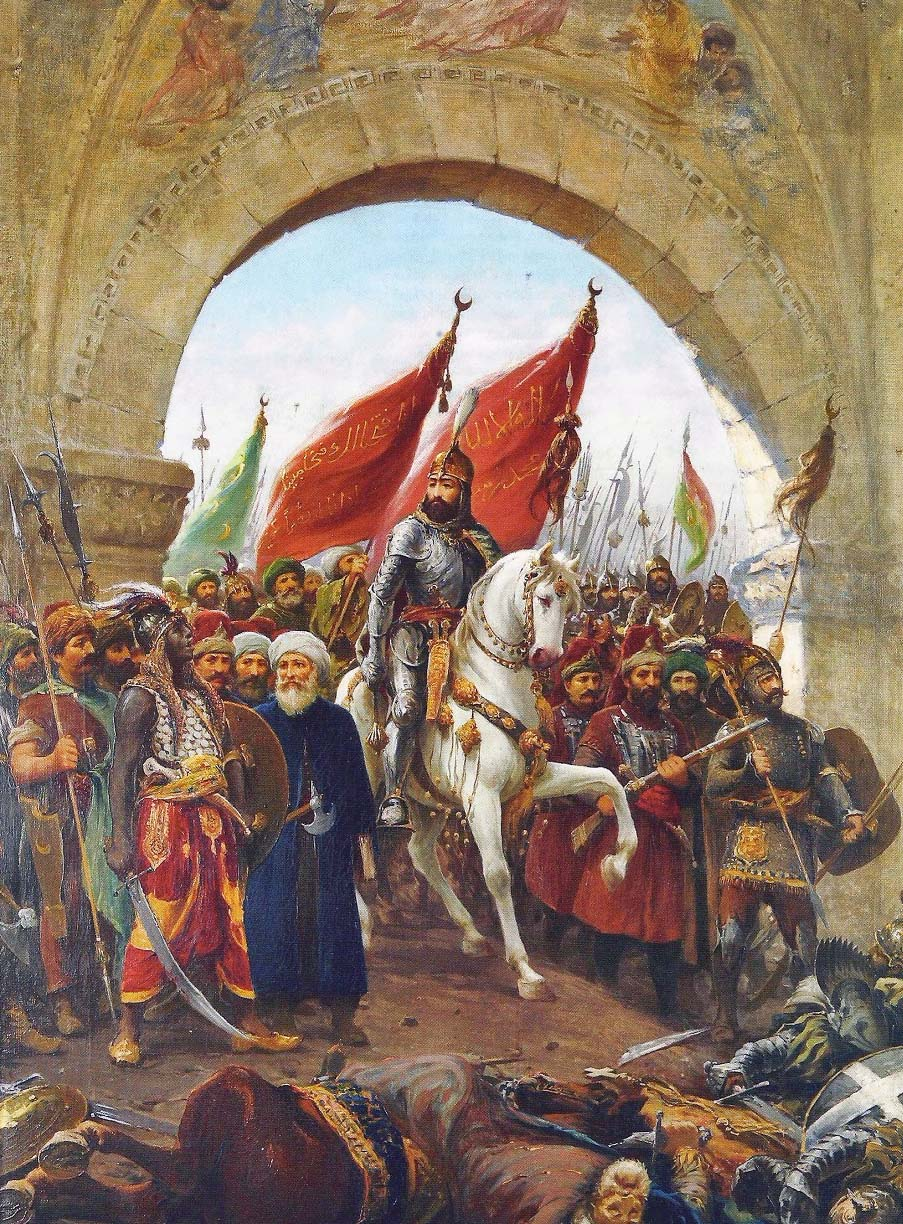
Conquista di Costantinopoli da parte del sultano Maometto IIConquistatore nel 1453

Dopo aver inferto un colpo all'indebolito Impero bizantino nel 1356 (o nel 1358 (data relativa a un cambiamento nel calendario bizantino), che gli fornì Gallipoli come base per le operazioni in Europa, l'Impero ottomano iniziò la sua espansione verso ovest nel continente europeo a metà del XIV secolo.
Costantinopoli cadde nel 1453 dopo la battaglia di Varna (1444) e la seconda battaglia del Kosovo (1448).
I restanti stati greci caddero nel 1461 (Despotato di Morea e Impero di Trebisonda) (vedi: Grecia ottomana).

#### Impero bulgaro
Nella seconda metà del XIV secolo, l'Impero ottomano procedette ad avanzare verso nord e verso ovest nei Balcani, subordinando completamente la Tracia e gran parte della Macedonia dopo la battaglia della Marizza nel 1371. Sofia cadde nel 1382, seguita dalla capitale del secondo impero bulgaro Tarnovgrad nel 1393, e dai resti nord-occidentali dello Stato dopo la battaglia di Nicopoli nel 1396.

#### Impero serbo
Un importante oppositore degli ottomani, il giovane Impero serbo, fu logorato da una serie di campagne, in particolare nella battaglia del Kosovo nel 1389, in cui furono uccisi i capi di entrambi gli eserciti, e che acquisì un ruolo centrale nel folklore serbo con una battaglia epica e come l'inizio della fine per la Serbia medievale. Gran parte della Serbia cadde in mano agli ottomani nel 1459, il Regno d'Ungheria realizzò una riconquista parziale nel 1480, ma cadde nuovamente nel 1499. I territori dell'Impero serbo furono divisi tra l'Impero ottomano, la Repubblica di Venezia e il Regno d'Ungheria, con i territori rimanenti che furono in una sorta di Stato vassallo nei confronti dell'Ungheria, fino alla sua stessa conquista.

#### Crociate contro l'Impero ottomano

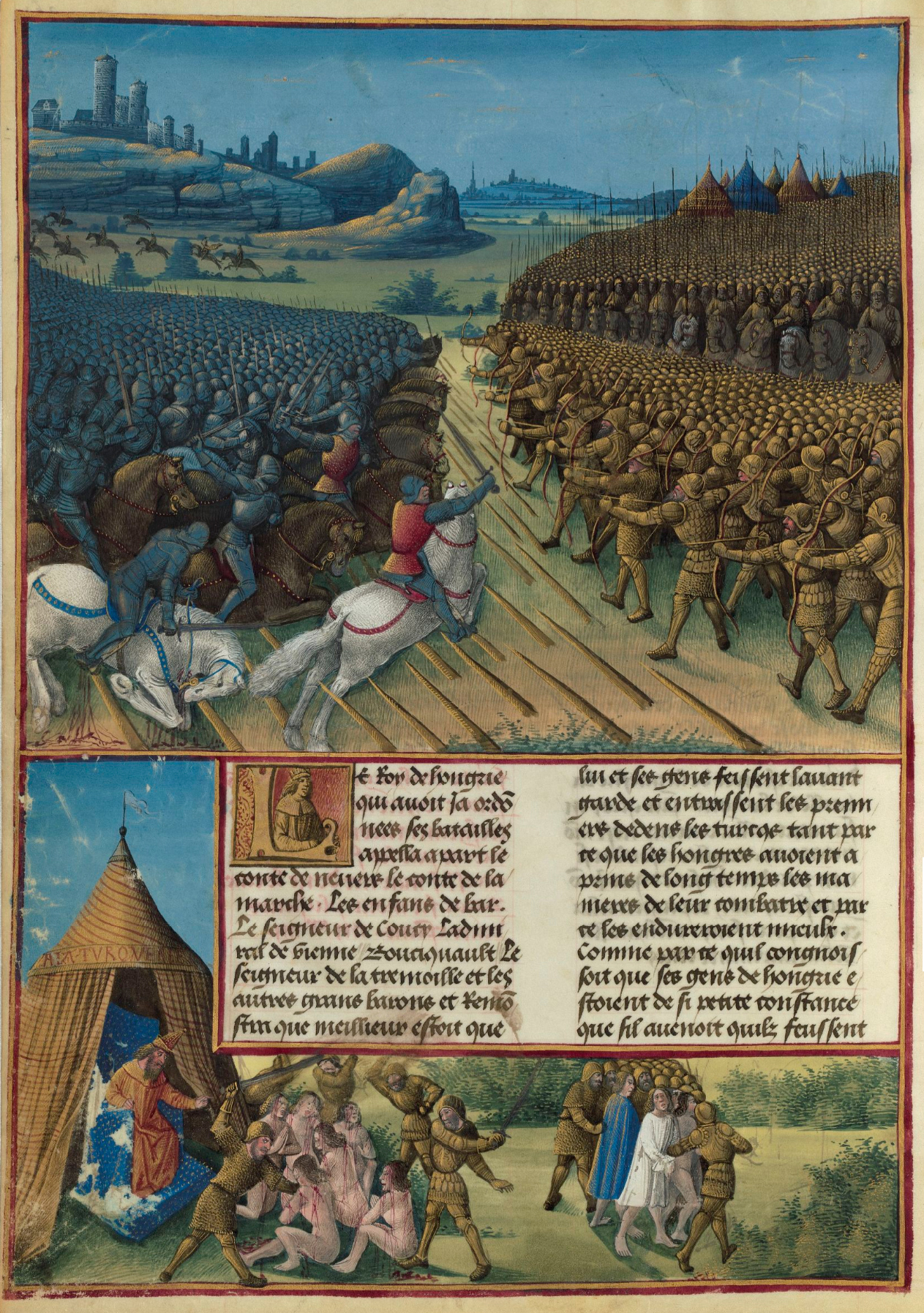
Miniatura del 1475 della battaglia di Nicopoli di Jean Colombe chiamata Les Passages d'Outremer, BnF Fr 5594

Il Papato offriva regolarmente privilegi di crociata dal 1360, non generando alcuna risposta militare significativa contro i musulmani nel Mediterraneo. La prima ripresa dell'attività fu un piano genovese del 1390 per impadronirsi del porto tunisino di Al-Mahdiya. Sia i papi romani che quelli avignonesi concedevano indulgenze e lo zio del re francese, Luigi II, duca di Borbone, era il capo. Ci sono poche prove di azioni crociate e l'esercizio era più una passeggiata cavalleresca da parte di una piccola forza. Dopo un assedio di nove settimane tormentato dalla malattia, la crociata di Tunisi accettò di ritirarsi. Dopo la loro vittoria nella battaglia del Kosovo nel 1389, gli ottomani conquistarono la maggior parte dei Balcani e ridussero l'influenza bizantina nell'area immediatamente circostante di Costantinopoli, che in seguito assediarono. Nel 1393, lo zar bulgaro Ivan Šišman perse Nicopoli a causa degli ottomani. Nel 1394 papa Bonifacio IX proclamò una nuova crociata contro i turchi, sebbene lo scisma d'Occidente avesse diviso il papato. Sigismondo di Lussemburgo, re d'Ungheria, guidò questa crociata che coinvolse diversi nobili francesi tra cui Giovanni l'Impavido, figlio del duca di Borgogna, che divenne il capo militare della crociata. Sigismondo consigliò ai crociati di concentrarsi sulla difesa quando raggiunsero il Danubio, ma assediarono la città di Nicopoli. Gli ottomani li sconfissero nella battaglia di Nicopoli il 25 settembre, catturando 3.000 prigionieri.
Mentre gli ottomani si spingevano verso ovest, il sultano Murad II distrusse l'ultima crociata finanziata dal papa a Varna sul Mar Nero nel 1444 e quattro anni dopo schiacciò l'ultima spedizione ungherese. Giovanni Hunyadi e Giovanni da Capestrano organizzarono una crociata del 1456 per annullare l'assedio di Belgrado. Enea Silvio e Giovanni da Capestrano predicarono la Crociata, i principi del Sacro Romano Impero nelle Diete di Ratisbona e di Francoforte promisero assistenza, e venne formata una lega tra Venezia, Firenze e Milano, anche non se non si realizzò. Venezia fu l'unico sistema politico a continuare a rappresentare una minaccia significativa per gli ottomani nel Mediterraneo, ma perseguì la "Crociata" principalmente per i propri interessi commerciali, portando alle lunghe guerre ottomano-veneziane, che continuarono, con interruzioni, fino al 1718. La fine delle Crociate, almeno in uno sforzo nominale dell'Europa cattolica contro l'incursione musulmana, avvenne nel XVI secolo, quando le guerre franco-imperiali assunsero proporzioni continentali. Francesco I di Francia cercò alleati da tutte le parti, compresi i principi protestanti tedeschi e i musulmani. Tra questi, entrò in una delle capitolazioni dell'Impero ottomano con Solimano il Magnifico mentre faceva causa comune con Hayreddin Barbarossa e un certo numero di vassalli nordafricani del Sultano.

### Crescita (1453-1683)
La sconfitta nel 1456 all'assedio di Nándorfehérvár (Belgrado) trattenne per 70 anni l'espansione ottomana nell'Europa cattolica, anche se per un anno (1480-1481) fu preso il porto italiano di Otranto e nel 1493 l'esercito ottomano fece incursioni di successo in Croazia e Stiria.

#### Guerre in Albania e in Italia

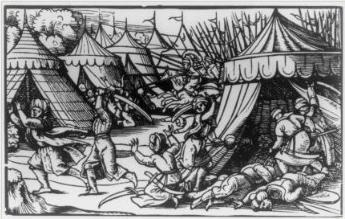
Assalto albanese a un accampamento turco nel 1457

Gli ottomani presero gran parte dell'Albania nella battaglia dei Campi Sauriani del 1385. La Lega di Alessio del 1444 ripristinò brevemente una parte dell'Albania, fino a quando gli ottomani conquistarono l'intero territorio dell'Albania dopo la cattura di Scutari nel 1479 e Durazzo nel 1501.
Gli ottomani affrontarono la resistenza degli albanesi che si riunirono attorno al loro leader, Giorgio Castriota Scanderbeg, figlio di un nobile albanese feudale, Giovanni Castriota che combatté anche contro gli ottomani nella rivolta albanese del 1432-1436 guidata da Giorgio Arianiti. Scanderbeg riuscì a respingere gli attacchi ottomani per più di 25 anni, culminando con l'assedio di Scutari nel 1478-1479. Durante questo periodo, furono ottenute molte vittorie albanesi come la battaglia di Torvioll, la battaglia di Otonetë, l'assedio di Krujë, la battaglia di Polog, la battaglia di Ohrid, la battaglia di Mokra, la battaglia di Oranik del 1456 e molte altre battaglie, culminate nella battaglia di Albulena nel 1457 dove l'esercito albanese sotto Scanderbeg ottenne una vittoria decisiva sugli ottomani. Nel 1465 ebbe luogo la campagna di Ballaban contro Scanderbeg. Il suo obiettivo era schiacciare la resistenza albanese, ma non ebbe successo e si concluse con una vittoria albanese. Con la morte di Scanderbeg, il 17 gennaio 1468, la resistenza albanese cominciò a cadere. Essa fu guidata da Lekë Dukagjini dal 1468 al 1479, ma non ebbe lo stesso successo di prima. Solo due anni dopo il crollo della resistenza albanese nel 1479, il sultano Maometto II lanciò una campagna italiana, che fallì grazie alla riconquista cristiana di Otranto e alla morte del sultano nel 1481.

#### Conquista della Bosnia
L'Impero ottomano raggiunse per la prima volta la Bosnia nel 1388 dove furono sconfitti dalle forze bosniache nella battaglia di Bileća e poi costretti a ritirarsi. Dopo la caduta della Serbia nella battaglia del Kosovo del 1389, alla quale parteciparono i bosniaci tramite Vlatko Vuković, i turchi avviarono varie offensive contro il Regno di Bosnia. I bosniaci si difesero ma senza molto successo. Resistettero con forza nel castello reale bosniaco di Jajce (l'assedio di Jajce), dove l'ultimo re bosniaco Stjepan Tomašević cercò di respingere i turchi. L'esercito ottomano conquistò Jajce dopo pochi mesi nel 1463 e giustiziò l'ultimo re di Bosnia, ponendo fine alla Bosnia medievale.
La Casa di Kosača tenne l'Erzegovina fino al 1482. Ci vollero altri quattro decenni affinché gli ottomani sconfiggessero la guarnigione ungherese alla fortezza di Jajce nel 1527. Bihać e le aree più occidentali della Bosnia furono infine conquistate dagli ottomani nel 1592.

#### Croazia

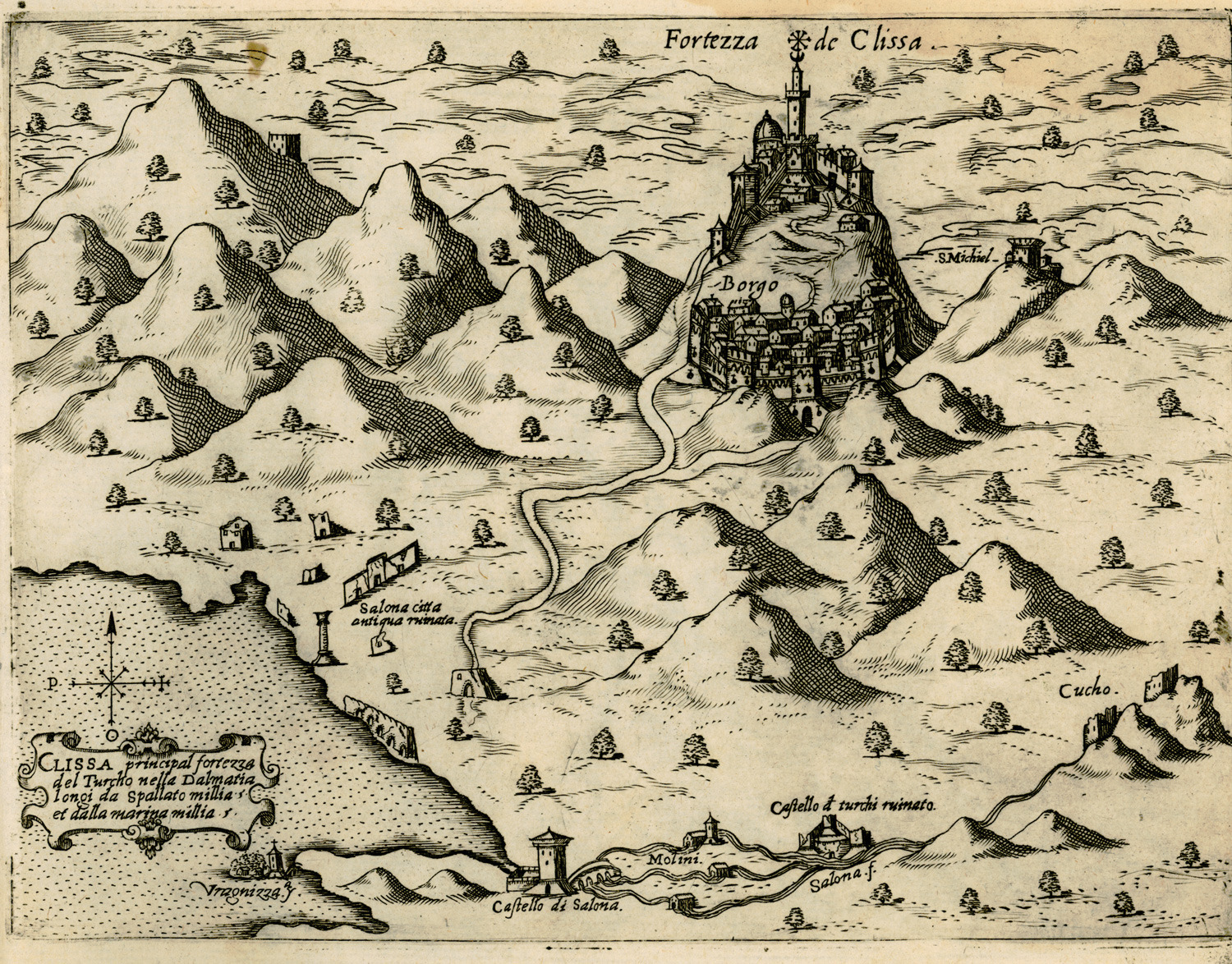
Il capitano croato Petar Kružić guidò la difesa della Fortezza di Clissa contro l'invasione e l'assedio turchi che durarono per più di due decenni e mezzo. Durante questa difesa si formò una fazione militare croata d'élite di uscocchi.

Dopo la caduta del Regno di Bosnia nelle mani degli ottomani nel 1463, le parti meridionali e centrali del Regno di Croazia rimasero non protette, la cui difesa fu lasciata alla nobiltà croata che mantenne a proprie spese truppe minori nelle zone di confine fortificate. Gli ottomani intanto raggiunsero il fiume Neretva e, dopo aver conquistato l'Erzegovina (Rama) nel 1482, invasero la Croazia, evitando abilmente le città fortificate di confine. Una decisiva vittoria ottomana nella battaglia del campo di Krbava scosse tutta la Croazia. Tuttavia, non dissuase i croati dal compiere persistenti tentativi di difendersi dagli attacchi delle forze ottomane superiori. Dopo quasi duecento anni di resistenza croata contro l'Impero ottomano, la vittoria nella battaglia di Sisak segnò la fine del dominio ottomano e la guerra croato-ottomana dei cent'anni. L'esercito del viceré, inseguendo i resti in fuga a Petrinja nel 1595, suggellò la decisiva vittoria croata.

#### Conquista delle parti centrali del regno ungherese

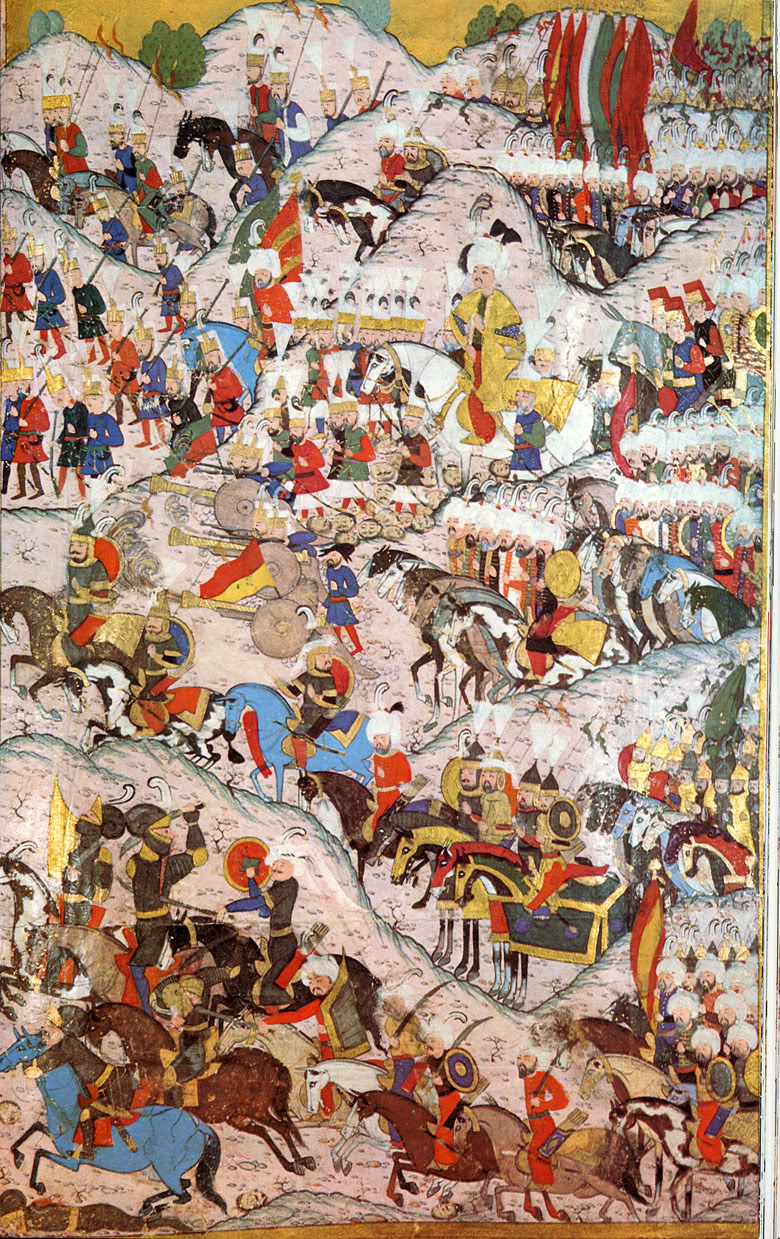
Battaglia di Mohács nel 1526, miniatura ottomana

Anche il Regno d'Ungheria, che all'epoca si estendeva dalla Croazia a ovest alla Transilvania a est, fu gravemente minacciato dall'avanzata ottomana. Le origini di tale deterioramento possono essere fatte risalire alla caduta della dinastia regnante Árpád e alla loro successiva sostituzione con i re angioini e jagelloni. Dopo una serie di guerre inconcludenti nel corso di 176 anni, il regno alla fine si sbriciolò nella battaglia di Mohács del 1526, dopo di che la maggior parte fu conquistata o portata sotto la sovranità ottomana.

#### Conquista della Serbia
A seguito delle pesanti perdite inflitte dagli ottomani nella battaglia della Marizza nel 1371, l'Impero serbo dissolse in diversi principati. Nella battaglia del Kosovo nel 1389, le forze serbe furono nuovamente annientate. Per tutto il XV e XVI secolo si svolsero continue lotte tra i vari regni serbi e l'Impero ottomano. Il punto di svolta fu la caduta di Costantinopoli in mano ai turchi. Nel 1459, in seguito all'assedio, cadde la temporanea capitale serba di Smederevo. Zeta fu invasa nel 1499. Belgrado fu l'ultima grande città balcanica a sopportare le forze ottomane. Serbi, ungheresi e crociati europei sconfissero l'esercito turco nell'assedio di Belgrado nel 1456. Dopo aver respinto gli attacchi ottomani per oltre 70 anni, Belgrado alla fine cadde nel 1521, insieme alla maggior parte del Regno d'Ungheria. La ribellione del comandante militare serbo Jovan Nenad tra il 1526 e il 1528 portò alla proclamazione del Secondo Impero serbo nell'odierna provincia serba della Vojvodina, che fu tra gli ultimi territori serbi a resistere agli ottomani. Il Despotato serbo cadde nel 1459, segnando così la conquista ottomana dei principati serbi durata due secoli.

#### 1463-1503: guerre con Venezia

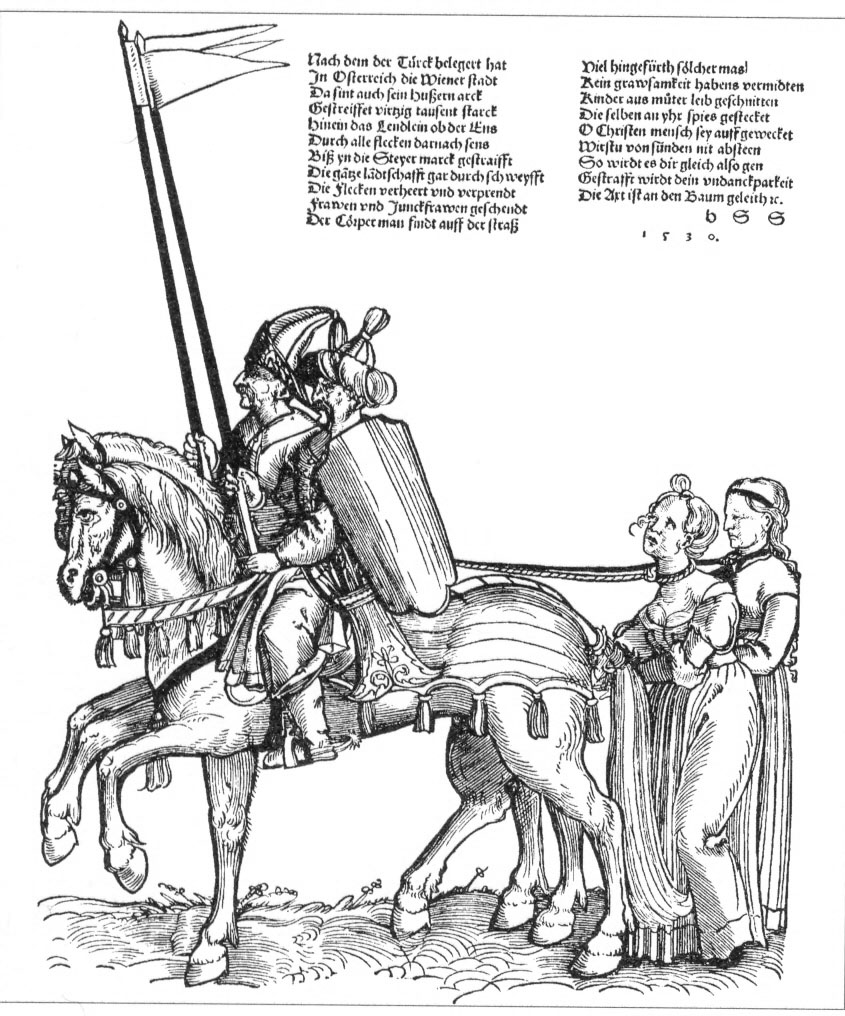
I progressi ottomani portarono alcuni dei cristiani prigionieri a essere mandati in profondità nel territorio turco

Le guerre con la Repubblica di Venezia iniziarono nel 1463. Un trattato di pace favorevole fu firmato nel 1479 dopo il lungo assedio di Scutari (1478-1479). Nel 1480, ormai non più ostacolati dalla flotta veneziana, gli ottomani assediarono Rodi e occuparono Otranto. La guerra con Venezia riprese dal 1499 al 1503. Nel 1500, un esercito ispano-veneziano comandato da Gonzalo de Córdoba prese Cefalonia, fermando temporaneamente l'offensiva ottomana sui territori veneziani orientali. L'offensiva riprese dopo la vittoria ottomana di Preveza (1538), combattuta tra una flotta ottomana comandata da Khayr al-DīnBarbarossa e quella di un'alleanza cristiana riunita da papa Paolo III.

#### 1462–1483: campagne della Valacchia e della Moldavia
Nel 1462, Maometto II fu respinto dal principe valacco Vlad III Dracula nell'attacco notturno a Târgovişte. Tuttavia, quest'ultimo fu imprigionato dal re ungherese Mattia Corvino. Ciò causò indignazione tra molte influenti figure ungheresi e ammiratori occidentali del successo di Vlad nella battaglia contro l'Impero ottomano (e il suo precoce riconoscimento della minaccia che rappresentava), inclusi membri di alto rango del Vaticano. Per questo motivo, Mattia gli concesse lo status di illustre prigioniero. Alla fine, Dracula fu liberato alla fine del 1475 e fu inviato con un esercito di soldati ungheresi e serbi per recuperare la Bosnia dagli ottomani. Lì sconfisse per la prima volta le forze ottomane. Dopo questa vittoria, le forze ottomane entrarono in Valacchia nel 1476 sotto il comando di Maometto II. Vlad fu ucciso e, secondo alcune fonti, la sua testa fu inviata a Costantinopoli per scoraggiare le altre ribellioni. (La Bosnia fu completamente aggiunta alle terre ottomane nel 1482.)
L'avanzata turca fu temporaneamente interrotta dopo che Stefano il Grande di Moldavia sconfisse gli eserciti del sultano ottomano Maometto II nella battaglia di Vaslui nel 1475, una delle più grandi sconfitte dell'Impero ottomano fino a quel momento. Stefano fu sconfitto l'anno successivo a Războieni (Battaglia di Valea Albă), ma gli ottomani dovettero ritirarsi dopo che non riuscirono a prendere alcun castello significativo (vedi l'assedio della cittadella di Neamț) poiché una pestilenza iniziò a diffondersi nel loro esercito. La ricerca di Stefano per l'assistenza europea contro i turchi ebbe scarso successo, anche se aveva "tagliato la mano destra del pagano", come scrisse in una lettera.

#### 1526-1566: Conquista del Regno d'Ungheria

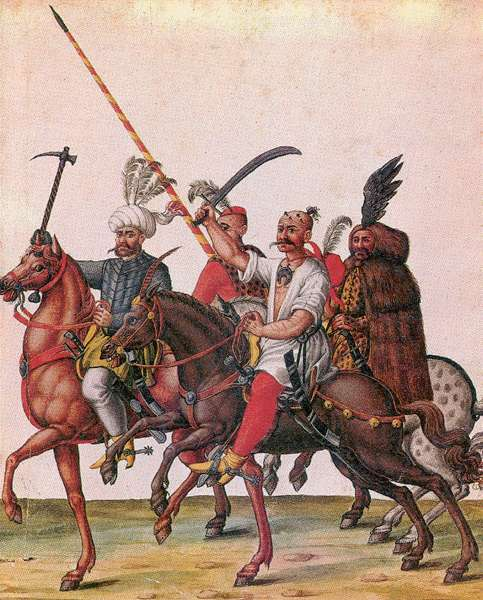
Soldati ottomani nel territorio dell'attuale Ungheria

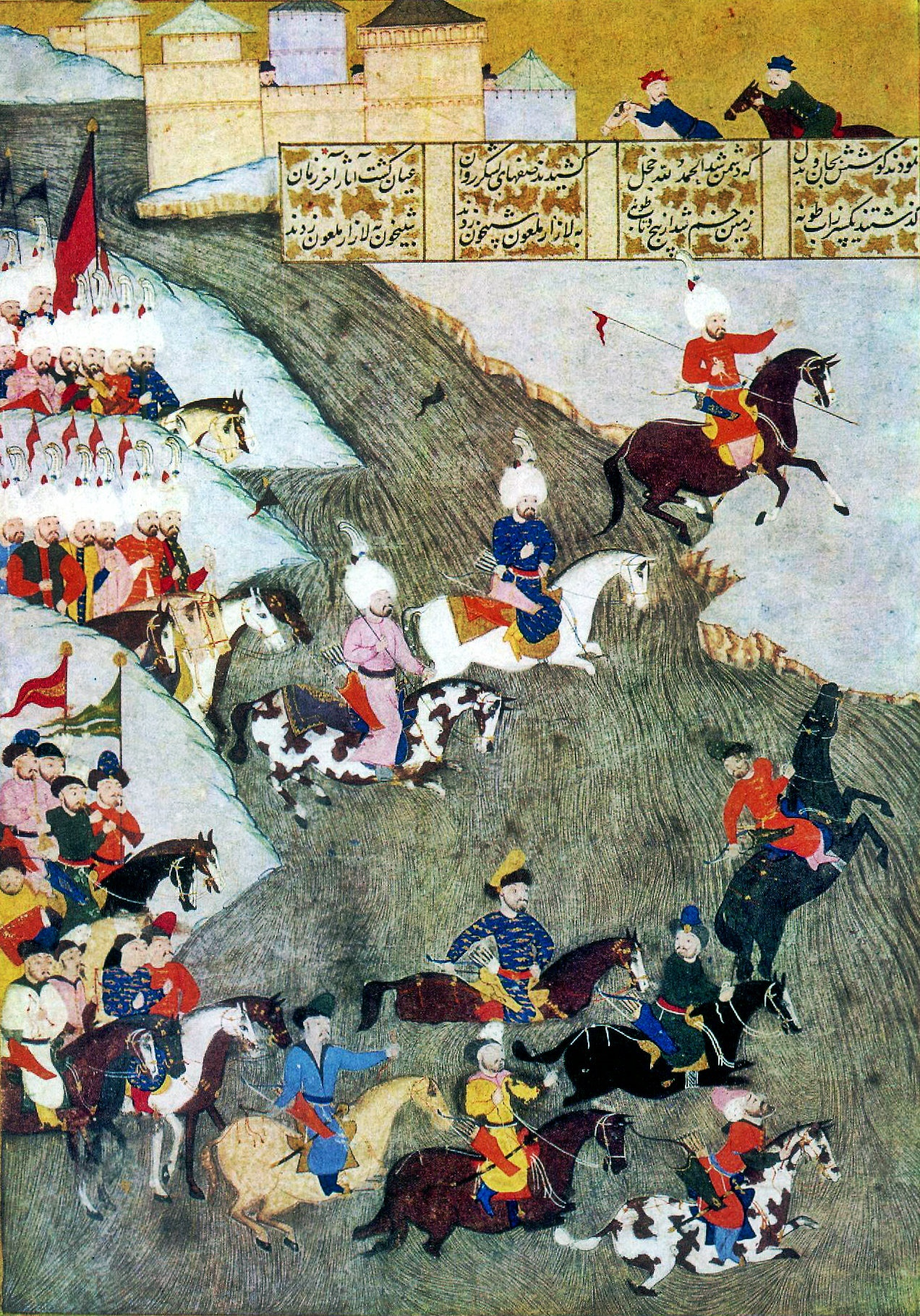
La campagna ottomana in Ungheria nel 1566, tatari di Crimea come avanguardia

Dopo la vittoria ottomana nella battaglia di Mohács nel 1526, solo la parte sud-occidentale del Regno d'Ungheria fu effettivamente conquistata. La campagna ottomana continuò tra il 1526 e il 1556 con piccole campagne e grandi invasioni estive: le truppe sarebbero tornate a sud dei Monti Balcani prima dell'inverno. Nel 1529, organizzarono il loro primo grande attacco alla monarchia asburgica austriaca, tentando di conquistare la città di Vienna (assedio di Vienna ). Nel 1532, un altro attacco a Vienna con 60.000 soldati nell'esercito principale fu bloccato dal piccolo forte (800 difensori) di Kőszeg nell'Ungheria occidentale, combattendo una battaglia suicida. Le truppe d'invasione furono trattenute fino alla fine dell'inverno e l'impero asburgico radunò una forza di 80.000 uomini a Vienna. Le truppe ottomane tornarono in patria attraverso la Stiria, devastando il paese.
Nel frattempo, nel 1538, l'impero ottomano invase la Moldavia. Nel 1541 un'altra campagna in Ungheria conquistò Buda e Pest (che oggi insieme formano la capitale ungherese Budapest) con un trucco in gran parte incruento: dopo aver concluso i colloqui di pace con un accordo, le truppe assaltarono di notte le porte aperte di Buda. Come rappresaglia per un fallito contrattacco austriaco nel 1542, la conquista della metà occidentale dell'Ungheria centrale fu terminata nella campagna del 1543 che prese sia la più importante ex capitale reale, Székesfehérvár, sia l'ex sede del cardinale, Esztergom. Tuttavia, l'esercito di 35-40.000 uomini non era sufficiente per Solimano per lanciare un altro attacco a Vienna. Nel 1547 fu firmata una tregua temporanea tra gli imperi asburgico e ottomano, che fu presto ignorata dagli Asburgo.
Nella grande ma moderata campagna di successo del 1552, due eserciti presero la parte orientale dell'Ungheria centrale, spingendo i confini dell'Impero ottomano fino alla seconda linea (interna) dei végvár  settentrionali (castelli di confine), che l'Ungheria originariamente costruì come difesa contro una prevista seconda invasione mongola; pertanto, in seguito, i confini su questo fronte cambiarono poco. Per gli ungheresi, la campagna del 1552 fu una serie di tragiche perdite e alcune eroiche (ma pirriche) vittorie, che entrarono nel folklore: in particolare la caduta di Drégely (un piccolo forte difeso fino all'ultimo da soli 146 uomini, e l'assedio di Eger. Quest'ultimo era un grande végvár con più di 2.000 uomini, senza aiuto esterno. Affrontarono due eserciti ottomani, che sorprendentemente non furono in grado di conquistare il castello nelle cinque settimane. (Il forte fu poi preso nel 1596). Infine, la campagna del 1556 assicurò l'influenza ottomana sulla Transilvania (che per un certo periodo era caduta sotto il controllo asburgico), pur non riuscendo a guadagnare terreno sul fronte occidentale, essendo bloccata (dopo il 1555) nel secondo assedio fallito del sud-ovest ungherese castello di confine di Szigetvár.
L'Impero ottomano condusse un'altra grande guerra contro gli Asburgo e i loro territori ungheresi tra il 1566 e il 1568. L'assedio di Szigetvár del 1566, il terzo assedio in cui il forte fu finalmente preso, ma l'anziano Sultano morì, scoraggiando la spinta di quell'anno per Vienna.

#### 1522-1573: Rodi, Malta e Lega Santa

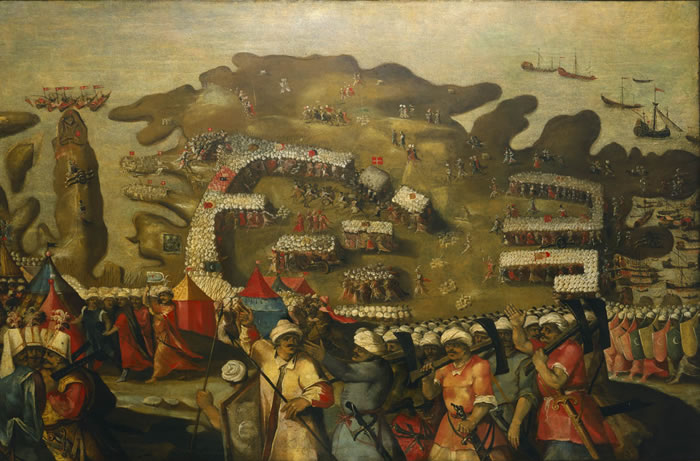
L'assedio di Malta - Arrivo della flotta turca di Matteo Perez d'Aleccio

Le forze ottomane invasero e conquistarono l'isola di Rodi nel 1522, dopo due precedenti tentativi falliti (vedi Assedio di Rodi (1522). I Cavalieri di San Giovanni furono confinati a Malta, che fu a sua volta assediata nel 1565.
Dopo un assedio di tre mesi, l'esercito ottomano non riuscì a controllare tutti i forti maltesi. Ritardando gli ottomani fino alle cattive condizioni meteorologiche e all'arrivo dei rinforzi siciliani, il comandante ottomano Kızılahmedli Mustafa Pascià lasciò l'assedio. Gli ottomani con circa 22.000-48.000 truppe ottomane contro 6.000-8.500 truppe maltesi, non riuscirono a conquistare Malta, subendo più di 25.000 perdite, incluso uno dei più grandi generali corsari musulmani dell'epoca, Dragut, e furono respinti. Se Malta fosse caduta, la Sicilia e l'Italia continentale sarebbero cadute sotto la possibile minaccia di un'invasione ottomana. La vittoria di Malta durante questo evento, oggi noto come il Grande Assedio di Malta, cambiò le sorti e diede speranza e motivazione all'Europa. Segnò l'importanza dei Cavalieri di San Giovanni e la loro rilevante presenza a Malta per aiutare la cristianità nella sua difesa contro la conquista musulmana.
Le vittorie navali ottomane di questo periodo furono nella battaglia di Preveza (1538) e nella battaglia di Gerba (1560).

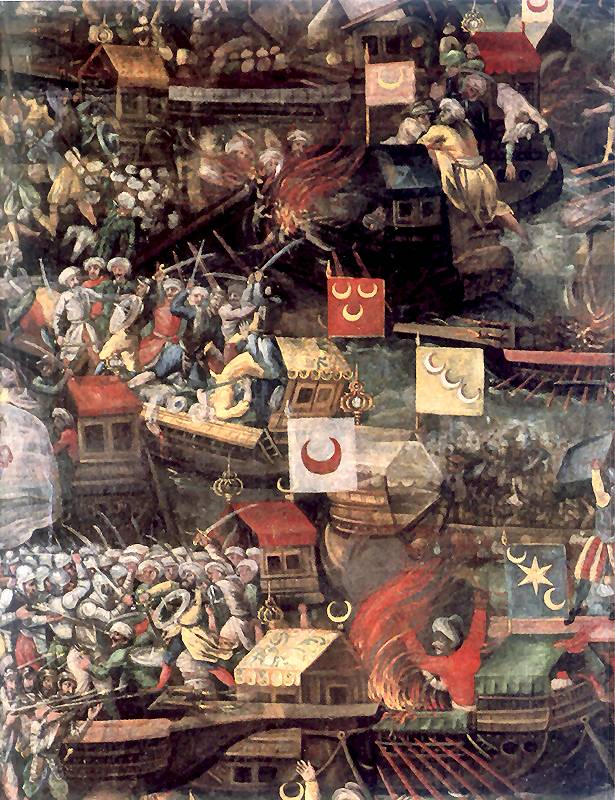
Battaglia di Lepanto il 7 ottobre 1571

La campagna mediterranea, che durò dal 1570 al 1573, portò alla conquista ottomana di Cipro. Durante questo periodo si formò una Lega Santa di Venezia, dello Stato Pontificio, della Spagna, dei Cavalieri di San Giovanni a Malta e inizialmente del Portogallo contro l'Impero ottomano. La vittoria della Lega nella battaglia di Lepanto (1571) pose brevemente fine al predominio ottomano in mare.

#### 1570-1571: Conquista di Cipro
Nell'estate del 1570 i turchi colpirono di nuovo, ma questa volta non con un'incursione ma con un'invasione su vasta scala. Circa 60.000 soldati, tra cui cavalleria e artiglieria, sotto il comando di Lala Mustafa Pascià sbarcarono incontrastati vicino a Limassol il 2 luglio 1570 e posero l'assedio a Nicosia. Nell'ondata vittoriosa il giorno in cui la città cadde, il 9 settembre, ogni edificio pubblico e palazzo fu saccheggiato. Si sparse la voce della superiorità numerica ottomana e pochi giorni dopo Mustafa prese Kyrenia senza dover sparare un colpo. Famagosta, tuttavia, resistette e mise in piedi una difesa che durò dal settembre 1570 all'agosto 1571.
La caduta di Famagosta segnò l'inizio del periodo ottomano a Cipro. Due mesi dopo, le forze navali della Lega Santa, composta principalmente da navi veneziane, spagnole e pontificie al comando di Don Giovanni d'Austria, sconfissero la flotta ottomana nella battaglia di Lepanto in una delle battaglie decisive della storia mondiale. La vittoria sui turchi, tuttavia, arrivò troppo tardi per aiutare Cipro e l'isola rimase sotto il dominio ottomano per i successivi tre secoli.
Nel 1570, l'Impero ottomano conquistò per la prima volta Cipro e Lala Mustafa Pascià divenne il primo governatore ottomano di Cipro, sfidando le pretese di Venezia. Contemporaneamente, il Papa formò una coalizione tra lo Stato Pontificio, Malta, Spagna, Venezia e diversi altri stati italiani, senza alcun risultato reale. Nel 1573 i veneziani se ne andarono, rimuovendo l'influenza della Chiesa cattolica romana.

#### 1593-1669: Austria, Venezia e Valacchia
- La lunga guerra (guerra di 15 anni con l'Austria, 1593-1606) termina con lo status quo.
- Campagna di Michele il Coraggioso contro l'Impero ottomano (1593-1601)
- Guerra con Venezia 1645–1669 e conquista di Creta (vedi Guerra di Creta 1645-1669).
- Guerra austro-turca (1663–1664): fallito tentativo ottomano di sconfiggere e invadere l'Austria.

#### 1620–1621: Polonia-Lituania
Altre guerre furono combattute per la Moldavia. L'esercito polacco avanzò in Moldavia e fu sconfitto nella battaglia di Ţuţora. L'anno successivo, i polacchi respinsero l'invasione turca nella battaglia di Chocim. Un altro conflitto iniziò nel 1633 ma fu presto risolto.

#### 1657-1683: Conclusione delle guerre con gli Asburgo
La Transilvania, la parte orientale dell'ex regno ungherese, ottenne la semi-indipendenza nel 1526, con pagamenti di tributi all'impero ottomano. Nel 1657, la Transilvania si sentì abbastanza forte da attaccare i tatari a est (allora vassalli dell'Impero), e in seguito lo stesso Impero ottomano, che era venuto in difesa dei tatari. La guerra durò fino al 1662 e terminò con la sconfitta degli ungheresi. La parte occidentale del regno ungherese (Partium) fu annessa e posta sotto il diretto controllo ottomano. Allo stesso tempo, ci fu un'altra campagna contro l'Austria tra il 1663 e il 1664. Nonostante fossero stati sconfitti nella battaglia di San Gottardo il 1º agosto 1664 da Raimondo Montecuccoli, gli ottomani ottennero il riconoscimento della loro conquista di Nové Zámky nella pace di Vasvár con l'Austria, segnando la massima estensione territoriale del dominio ottomano nell'ex regno ungherese.

#### 1672–1676: Polonia-Lituania
La guerra polacco-ottomana (1672-1676) si concluse con il Trattato di Żurawno, in cui la Confederazione polacco-lituana cedette all'impero il controllo della maggior parte dei suoi territori ucraini. La guerra mostrò la crescente debolezza e disordine della Confederazione, che dalla seconda metà del XVII secolo iniziò il suo graduale declino che sarebbe culminato un secolo dopo con le spartizioni della Polonia.

### Stagnazione (1683-1828)

#### 1683-1699: Grande guerra turca, perdita dell'Ungheria e della Morea

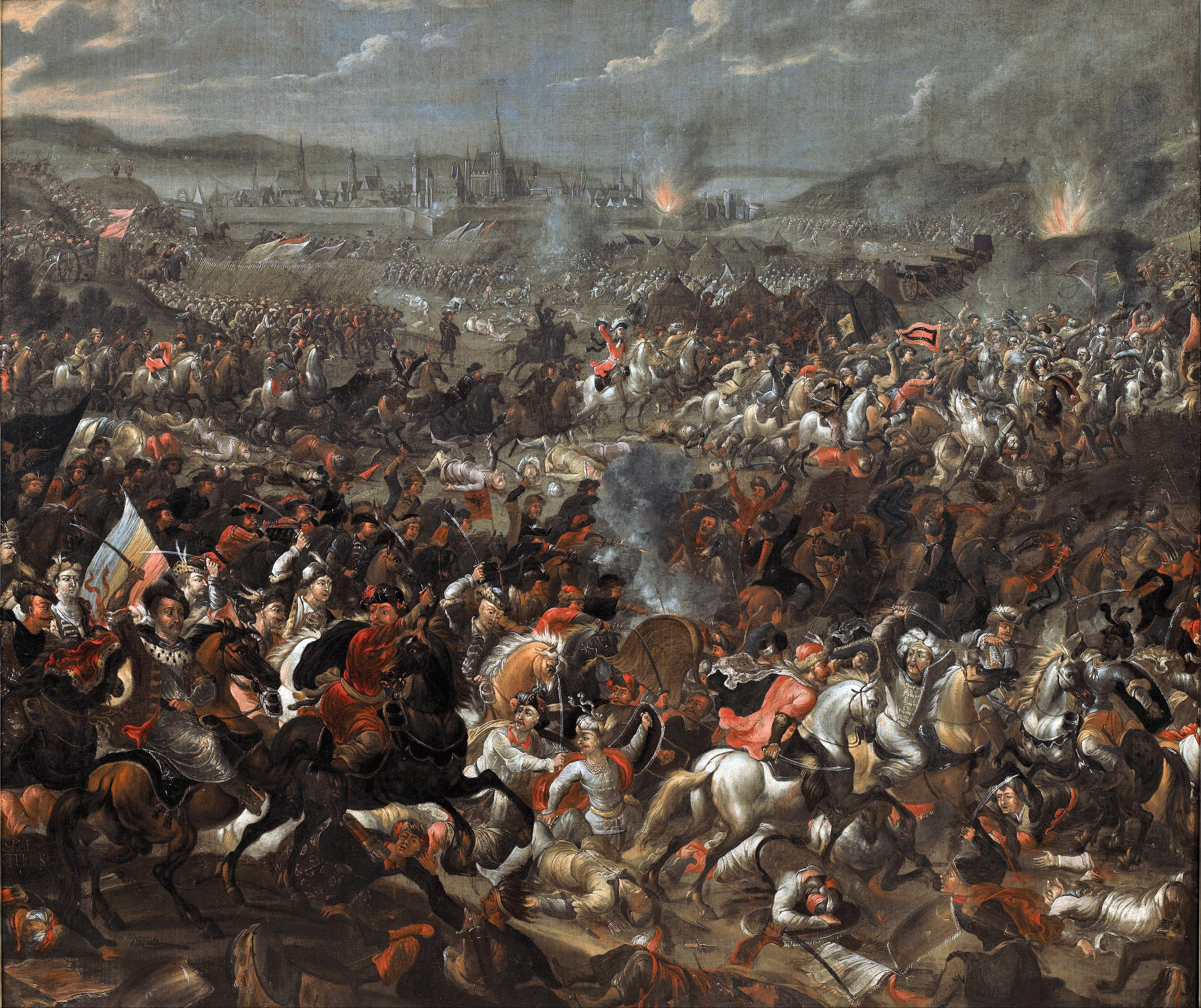
Battaglia di Vienna il 12 settembre 1683 da Gonzales Franciscus Casteels

La Grande Guerra Turca iniziò nel 1683, con una grande forza d' invasione di 140.000 uomini in marcia su Vienna, sostenuta dai nobili ungheresi protestanti che si ribellarono contro il dominio asburgico. Per fermare l'invasione si formò un'altra Lega Santa, composta da Austria e Polonia (in particolare nella battaglia di Vienna ), Veneziani e Impero russo. Vienna fu assediata dall'Impero ottomano per due mesi. La battaglia segnò la prima volta che la Confederazione polacco-lituana e il Sacro Romano Impero cooperarono militarmente contro gli ottomani, ed è spesso vista come un punto di svolta nella storia, dopo che "i turchi ottomani cessarono di essere una minaccia per il mondo cristiano". Nella guerra che seguì che durò fino al 1699, gli ottomani persero quasi tutta l'Ungheria a causa dell'imperatore del Sacro Romano Impero Leopoldo I.
Dopo aver vinto la battaglia di Vienna, la Lega Santa prese il sopravvento e riconquistò l'Ungheria (Buda e Pest furono riconquistate nel 1686, la prima sotto il comando di un convertito all'Islam nato in Svizzera). Allo stesso tempo, i veneziani lanciarono una spedizione in Grecia, che conquistò il Peloponneso. Durante l'attacco veneziano del 1687 alla città di Atene (conquistata dagli ottomani), gli ottomani trasformarono l'antico Partenone in un magazzino di munizioni. Un mortaio veneziano colpì il Partenone, facendo esplodere la polvere da sparo ottomana immagazzinata all'interno, distruggendolo parzialmente.
La guerra si concluse con il Trattato di Karlowitz nel 1699. Il principe Eugenio di Savoia si distinse per la prima volta nel 1683 e rimase il più importante comandante austriaco fino al 1718.

#### Anni 1700

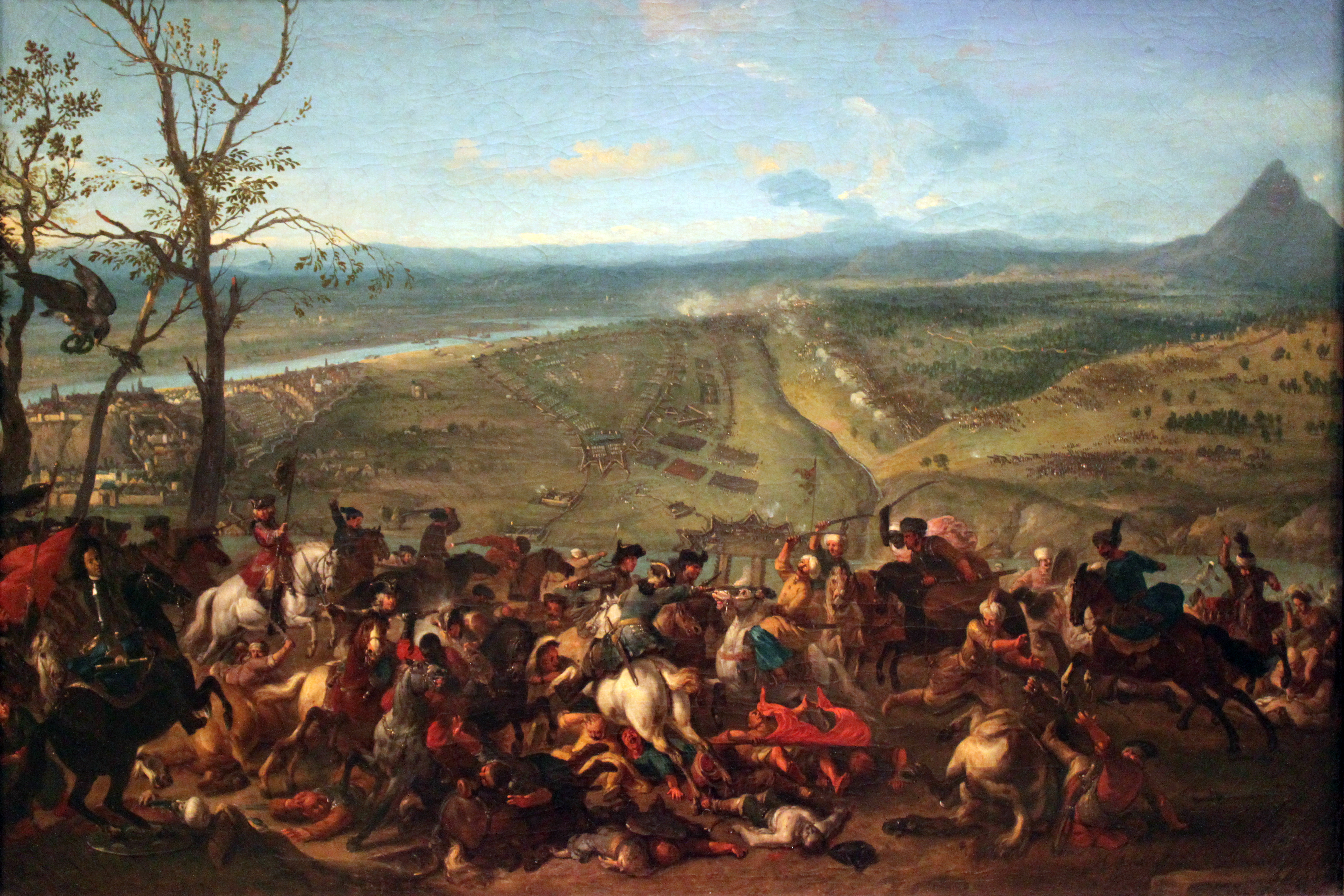
Conquista austriaca di Belgrado: 1717 da Eugenio di Savoia, durante la guerra austro-turca (1716-1718)

La seconda guerra russo-turca ebbe luogo nel 1710-1711 vicino Prut. Fu istigata da Carlo XII di Svezia dopo la sconfitta nella battaglia di Poltava, al fine di legare la Russia all'Impero ottomano e guadagnare un po' di respiro nella sempre più infruttuosa Grande guerra del Nord. I russi furono duramente battuti ma non annientati, e dopo la firma del Trattato di Prut l'Impero ottomano si disimpegnò, consentendo alla Russia di concentrare le proprie energie nella sconfitta della Svezia.
La guerra ottomano-veneziana iniziò nel 1714 e si sovrappose alla guerra austro-turca (1716-1718), in cui l'Austria conquistò le restanti aree dell'ex regno ungherese, terminando con il trattato di Passarowitz nel 1718.
Una guerra scoppiò nuovamente con la Russia nel 1735 e l'Austria nel 1737. Durò fino al 1739 quando fu firmato il Trattato di Belgrado con l'Austria e il Trattato di Niš con la Russia.
La quarta guerra russo-turca iniziò nel 1768 e terminò nel 1774 con il Trattato di Küçük Kaynarca.
Un'altra guerra con la Russia iniziò nel 1787 e seguì nel 1788 una guerra simultanea con l'Austria; la guerra austriaca terminò con il trattato di Sistova del 1791 e la guerra russa terminò con il trattato di Iași del 1792.
Un'invasione dell'Egitto e della Siria da parte di Napoleone I di Francia ebbe luogo nel 1798-99, ma terminò a causa dell'intervento britannico.
La cattura di Malta da parte di Napoleone mentre si recava in Egitto portò all'insolita alleanza tra Russia e Ottomani che portò a una spedizione navale congiunta alle Isole Ionie. La loro riuscita cattura di queste isole portò alla fondazione della Repubblica delle Sette Isole Unite.

#### Anni 1800

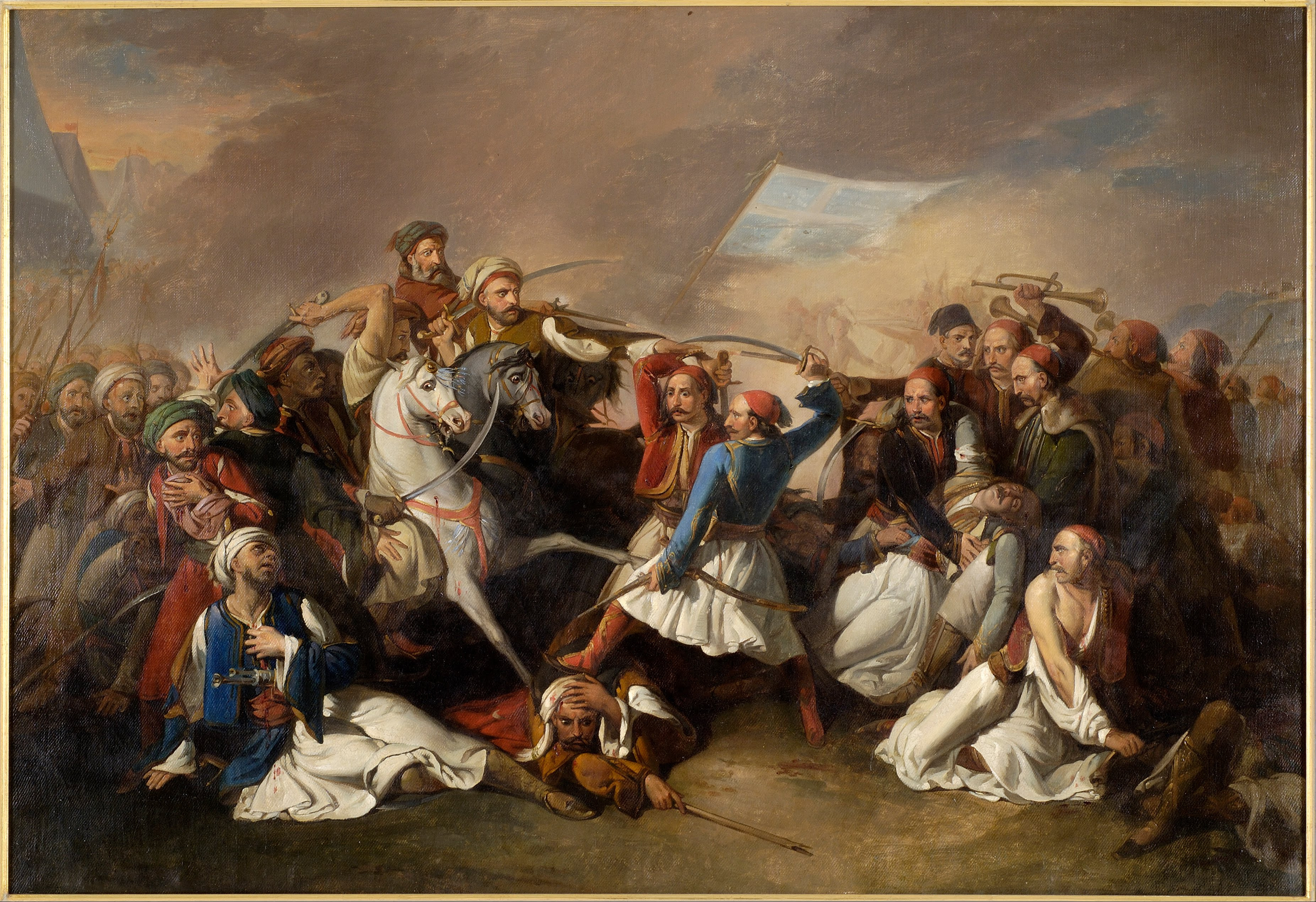
Guerra d'indipendenza greca

La prima rivolta serba ebbe luogo nel 1804, seguita dalla seconda rivolta serba nel 1815. La Serbia fu completamente liberata nel 1867. L'indipendenza ufficialmente riconosciuta seguì nel 1878.
La sesta guerra russo-turca iniziò nel 1806 e terminò nel maggio 1812, appena 13 giorni prima della campagna di Russia da parte di Napoleone.
La rivolta moldavo-valacca (rumena) (iniziò contemporaneamente alla rivoluzione greca).
La guerra d'indipendenza greca, in corso dal 1821 al 1832, in cui intervennero le grandi potenze dal 1827, compresa la Russia (settima guerra russo-turca, 1828-1829), ottenne l'indipendenza per la Grecia; il Trattato di Adrianopoli pose fine alla guerra.

### Declino ottomano (1828-1908)

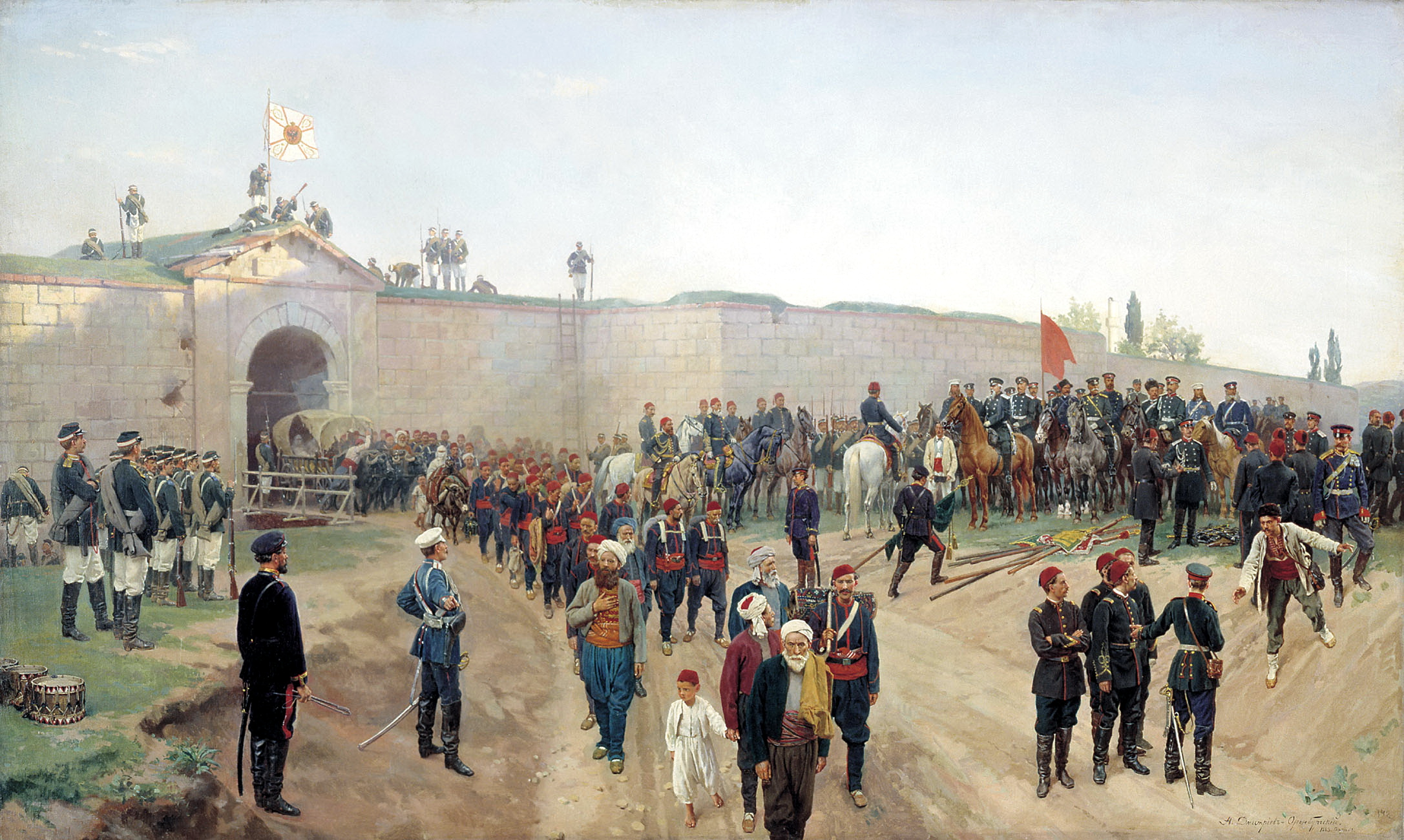
Capitolazione ottomana a Nikopol, 1877

Il declino dell'Impero ottomano comprese i seguenti conflitti.
Ribellioni albanesi del 1820–1822, 1830–1835, 1847.
Ribellioni bosniache del 1831–1836, 1836–1837, 1841.
Guerra con il Montenegro 1852–1853.
Ottava guerra russo-turca 1853–1856, guerra di Crimea, in cui il Regno Unito e la Francia si unirono alla guerra a fianco dell'Impero ottomano. Terminò con il trattato di Parigi.
Seconda guerra con il Montenegro nel 1858–1859.
Guerra con Montenegro, Bosnia e Serbia nel 1862.
Rivolta cretese nel 1866.
Ribellione bulgara nel 1876.
La nona e ultima guerra russo-turca iniziò nel 1877, lo stesso anno in cui gli ottomani si ritirarono dalla Conferenza di Costantinopoli. La Romania dichiarò quindi la sua indipendenza e dichiarò guerra alla Turchia, a cui si unirono serbi e bulgari e infine i russi (vedi anche Storia della Russia (1855–92) ). L'Austria occupò la Bosnia nel 1878. I russi e gli ottomani firmarono il Trattato di Santo Stefano all'inizio del 1878. Dopo le deliberazioni del Congresso di Berlino, a cui parteciparono tutte le grandi potenze dell'epoca, il Trattato di Berlino (1878) riconobbe diverse modifiche territoriali.
La Rumelia orientale ottenne una certa autonomia nel 1878, ma poi si ribellò e si unì alla Bulgaria nel 1885. La Tessaglia fu ceduta alla Grecia nel 1881, ma dopo che la Grecia attaccò l'Impero pttomano per aiutare la seconda rivolta cretese nel 1897, la Grecia fu sconfitta in Tessaglia. Creta avrebbe ottenuto l'autonomia nel 1898 dopo la rivolta cretese (1897-1898).

### Dissoluzione (1908-1922)

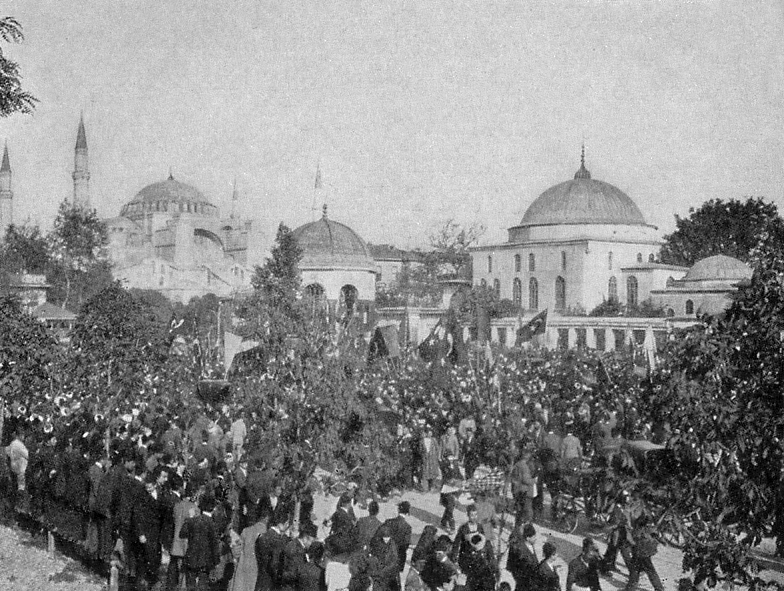
Manifestazione pubblica nel quartiere Sultanahmet di Costantinopoli, 1908

#### Guerra italo-turca
Nel 1911, l'Italia invase la Tripolitania ottomana (durante la colonizzazione dell'Africa, la Tripolitania divenne la Libia), che era controllata dall'Impero ottomano. La guerra si concluse con l'annessione italiana della Tripolitania.

#### Rivolta di Ilinden-Preobrazhenie
Insurrezione macedone del 1903. Vedi Rivolta di Ilinden-Preobrazhenie.

#### 1912-1913: guerre balcaniche

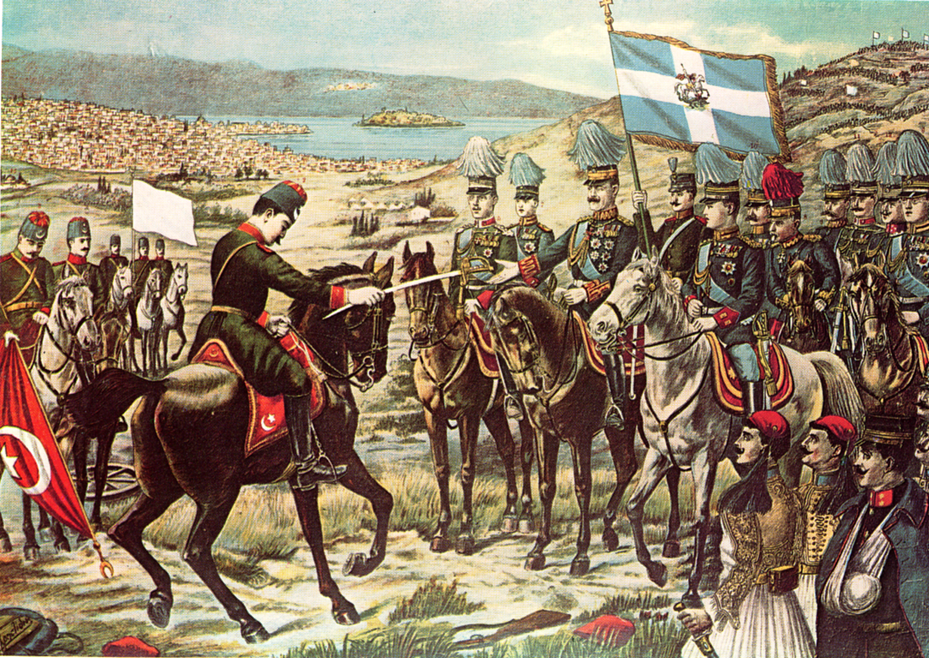
Resa di Giannina da parte di Esat Pascià al principe ereditario greco Costantino durante la prima guerra balcanica.

Le due guerre balcaniche, nel 1912 e nel 1913, comportarono ulteriori azioni contro l'Impero ottomano in Europa. La Lega Balcanica prima conquistò la Macedonia e la maggior parte della Tracia dall'Impero ottomano, ma poi cadde per la divisione del bottino. L'Albania dichiarò la sua indipendenza dall'Impero ottomano nel 1912, dopo diverse ribellioni e rivolte. Ciò ridusse i possedimenti della Turchia in Europa (Rumelia) ai loro attuali confini nella Tracia orientale.

#### Prima guerra mondiale
La prima guerra mondiale (1914-1918) divenne la causa ultima del crollo dell'Impero ottomano, che terminò formalmente nel 1922. Tuttavia, durante le operazioni in tempo di guerra, l'Impero impedì alla Royal Navy britannica di raggiungere Costantinopoli, fermando un'invasione dell'Intesa nella battaglia di Gallipoli (1915-1916). Il Trattato di Losanna assicurò il riconoscimento internazionale del nuovo stato turco e dei suoi confini. Il trattato fu firmato il 24 luglio 1923 e ratificato in Turchia il 23 agosto 1923. La Repubblica di Turchia fu formalmente dichiarata il 29 ottobre 1923.

### Esplicative
1. ↑  Gli ottomani riuscirono in gran parte a mantenere la parità militare fino a quando non furono colti di sorpresa sia per terra che per mare nella guerra di Russia dal 1768 al 1774.(Woodhead, 2008, p. 983.)
2. ↑  ...in Bosnia Jajce sotto la guarnigione ungherese rimase effettivamente fino al 1527. (Pinson, 1996, p. 11.)
3. ↑  La sconfitta dell'esercito ottomano fuori dalle porte di Vienna 300 anni fa è generalmente considerata l'inizio del declino dell'Impero ottomano. Ma Walter Leitsch si domanda se è stato un tale punto di svolta nella storia dell'Europa? [...] Segna però una svolta: non solo l'ulteriore avanzata ottomana sui territori cristiani fu arrestata, ma nella guerra successiva che durò fino al 1698 quasi tutta l'Ungheria fu riconquistata dall'esercito dell'imperatore Leopoldo I. Dal 1683 l'Impero ottomano, I turchi cessarono di essere una minaccia per il mondo cristiano. [...] La battaglia di Vienna fu un punto di svolta sotto un altro aspetto: il successo fu dovuto alla cooperazione tra le truppe dell'Imperatore, alcuni principi imperiali e i polacchi. [...]Tuttavia la cooperazione tra i due vicini non marittimi dell'Impero ottomano in Europa, l'Imperatore e la Polonia, era qualcosa di nuovo. [...] (Leitsch, 1983).

### Bibliografiche
1. ↑  Macfie, 1996
2. ↑  Stavrianos, 1958
3. ↑  Kakissis, 2011, p. 224.
4. ↑  Aksan, 2007, pp. 130-135.
5. ↑  Tyerman, 2019, p. 42.
6. 1 2  Davies, 1997, p. 448.
7. ↑  Lock, 2006, p. 200.
8. ↑  Lock, 2006, pp. 202-203.
9. ↑  Davies, 1997, pp. 544-545.
10. ↑   The End of Europe's Middle Ages - Ottoman Turks., su ucalgary.ca (archiviato dall'url originale il 3 settembre 2013).
11. ↑  Finkel, 2004, p. 20.
12. 1 2  Gavran, 1990, pp. 39-44.
13. 1 2  Pinson, 1996, p. 11.
14. 1 2 3   Zeljko Zidaric, As Only True Men Can: Nikola Zrinski's Last Stand at Sziget, in Personal, 1º gennaio 2019.
15. ↑  Cline, 2016
16. ↑  The Battle of Mohacs, 1526
17. ↑  Castles and History in Northern Transdanubia, 2007
18. ↑  Drégelypalánk, 2021, Drégelypalánk.
19. ↑  Smitha, 16th Century Timeline: 1501 to 1600
20. ↑  Cassola, 1999
21. ↑  The Crusader Period
22. ↑  1683 Siege of Vienna
23. 1 2  Leitsch, 1983
24. ↑  Tomkinson.
25. ↑  Mommsen, 1944, pp. 544-556.
26. ↑  Habsburg-Ottoman War, 1683-1699
27. ↑  Smitha, Ottoman Decline